# هانز يونكرمان
هانز يونكرمان (بالألمانية: Hennes Junkermann)‏ هو دراج ألماني سابق.

## سباقات أو مراحل فاز بها
- طواف سويسرا

## روابط خارجية
- هانز يونكرمان على موقع أرشيف الدراجات (الإنجليزية)
- هانز يونكرمان على موقع إحصائيات الدراجات الإحترافية (الإنجليزية)
- هانز يونكرمان على موقع CycleBase (الإنجليزية)